# Nomada pulsatillae
Nomada pulsatillae är en biart som beskrevs av Cockerell 1906. Nomada pulsatillae ingår i släktet gökbin, och familjen långtungebin. Inga underarter finns listade i Catalogue of Life.